# Requiem (musica)

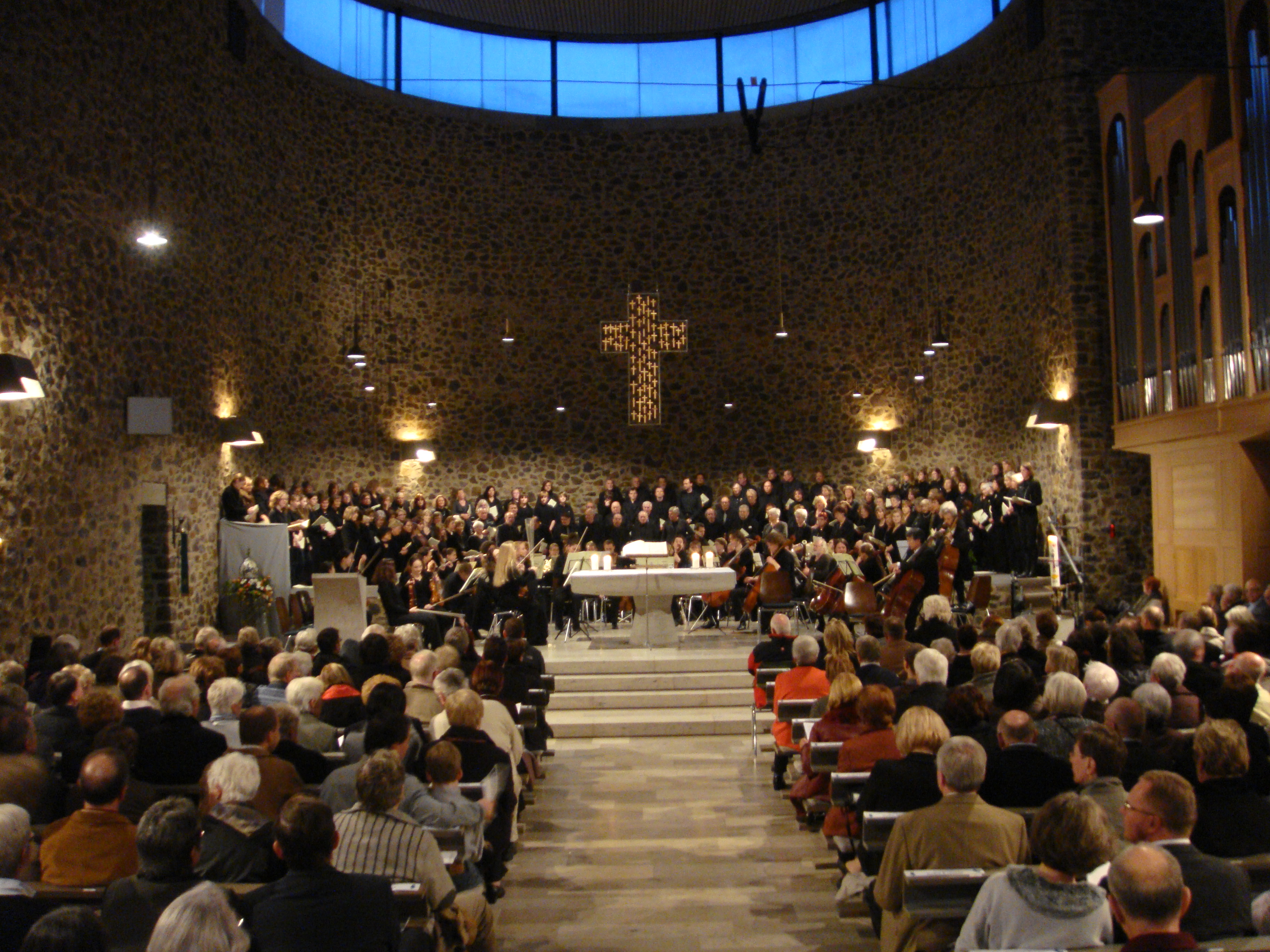
Rappresentazione nel 2010 della Messa da requiem di Giuseppe Verdi

Si chiamano requiem o messa da o di requiem le composizioni musicali, da eseguire anche senza celebrazione della messa di requiem, che utilizzano in tutto o in parte almeno alcuni dei seguenti testi della messa tridentina in lingua latina: introito (Requiem aeternam), Kyrie eleison, graduale, tratto, sequenza (Dies irae), offertorio, Sanctus et Benedictus, Agnus Dei, communio (Lux aeterna). Di questi, il Kyrie eleison, il Sanctus e l'Agnus Dei sono dell'ordinario della messa, mentre gli altri sono del proprio delle messe per i defunti.
Alcune di queste composizioni non riguardano l'interezza dei testi. Per esempio, quelle di Gabriel Fauré e di Maurice Duruflé omettono del tutto il Dies Irae; altre, come Requiem Canticles di Igor' Fëdorovič Stravinskij, consistono quasi interamente di estratti della stessa sequenza.
Alcune composizioni musicali estranee a questi testi sono anch'esse chiamate requiem, come Ein deutsches Requiem di Johannes Brahms del 1868, che è basato su estratti della Bibbia tedesca di Martin Lutero, e War Requiem di Benjamin Britten. Si impiega il termine "requiem" anche per altre composizioni musicali senza canto né testo, come la Sinfonia da requiem di Benjamin Britten.

## Testi musicati nei requiem

### Introito
a Te si sciolga il voto in Gerusalemme: a Te, che ascolti la preghiera,
viene ogni mortale.»

### Kyrie eleison
Come nell'Ordinario della messa.

### Sequenza
Dies irae, dies illa

solvet saeclum in favilla,

teste David cum Sybilla.

Quantus tremor est futurus,

quando iudex est venturus,

cuncta stricte discussurus.

Tuba mirum spargens sonum

per sepulchra regionum,

coget omnes ante thronum.

Mors stupebit et natura,

cum resurget creatura,

iudicanti responsura.

Liber scriptus proferetur,

in quo totum continetur,

unde mundus iudicetur.

Iudex ergo cum sedebit,

quidquid latet apparebit,

nil inultum remanebit.

Quid sum miser tunc dicturus,

quem patronum rogaturus,

cum vix iustus sit securus.

Rex tremendae maiestatis,

qui salvandos salvas gratis,

salva me, fons pietatis.

Recordare Iesu pie,

quod sum causa tuae viae,

ne me perdas illa die.

Quaerens me sedisti lassus,

redemisti crucem passus;

tantus labor non sit cassus.

Iuste iudex ultionis,

donum fac remissionis

ante diem rationis.

Ingemisco tamquam reus,

culpa rubet vultus meus:

supplicanti parce, Deus.

Qui Mariam absolvisti,

et latronem exaudisti,

mihi quoque spem dedisti.

Preces meae non sunt dignae,

sed tu, bonus, fac benigne,

ne perenni cremer igne.

Inter oves locum praesta,

et ab haedis me sequestra,

statuens in parte dextra.

Confutatis maledictis,

flammis acribus addictis,

voca me cum benedictis.

Oro supplex et acclinis,

cor contritum quasi cinis,

gere curam mei finis.

Lacrimosa dies illa,

qua resurget ex favilla

iudicandus homo reus.

Huic ergo parce, Deus.

Pie Iesu Domine, 

dona eis requiem! 

Amen!
Giorno d'ira, quel giorno

distruggerà il mondo nel fuoco,

come affermano Davide e la Sibilla.

Quanto terrore ci sarà,

quando verrà il giudice,

per giudicare ogni cosa.

Una tromba che diffonde un suono meraviglioso

nei sepolcri di tutto il mondo,

chiamerà tutti davanti al trono.

La morte e la natura stupiranno,

quando la creatura risorgerà,

per rispondere al giudice.

Verrà aperto il libro,

nel quale tutto è contenuto,

in base al quale il mondo sarà giudicato.

Non appena il giudice sarà seduto,

apparirà ciò che è nascosto,

nulla resterà ingiudicato.

E io che sono misero che dirò,

chi chiamerò in mia difesa,

se a mala pena il giusto è tranquillo?

Re di tremenda maestà,

tu che salvi per tua grazia,

salva me, o fonte di pietà.

Ricordati, o Gesù buono,

che sono il motivo della tua via,

non perdermi, in quel giorno.

Cercandomi ti sedesti stanco,

mi hai salvato morendo in croce;

fa' che tanta fatica non sia inutile.

O giudice che punisci giustamente,

donami la remissione dei peccati

prima del giorno del giudizio.

Piango perché sono colpevole,

il mio volto arrossisce per la colpa:

risparmia chi ti supplica, o Dio.

Tu che hai assolto Maria Maddalena,

e hai esaudito il ladrone,

hai dato speranza anche a me.

Le mie preghiere non sono degne,

ma tu, buono, fa' benignamente,

che io non bruci nel fuoco eterno.

Dammi un posto tra gli agnelli,

allontanami dai capri,

ponendomi alla tua destra.

Condannati i maledetti,

gettati nelle vive fiamme,

chiama me tra i benedetti.

Prego supplice e prostrato,

il cuore contrito come cenere,

abbi cura della mia sorte.

Giorno di lacrime, quel giorno,

quando risorgerà dalle braci

l'uomo reo per essere giudicato.

Ma tu risparmialo, o Dio.

Signore Gesù buono, 

dona loro riposo! 

Amen!

### Sanctus e Benedictus
Come nell'Ordinario della Messa.

### Agnus Dei
Testo come nell'Ordinario della messa, con le invocazioni miserere nobis modificate in dona eis requiem, e dona nobis pacem in dona eis requiem sempiternam ("Dona loro la pace (eterna).")

### Communio
(LA)
(IT)

## Storia delle composizioni musicali
Per molti secoli i testi del requiem venivano cantati su melodie gregoriane. La prima impostazione polifonica viene generalmente attribuita al compositore Johannes Ockeghem, intorno al 1460; si suppone che il suo requiem attingesse molto dal più anziano Guillaume Dufay, ma la partitura di Dufay è andata perduta. Molti dei primi requiem utilizzano dei testi diversi da quelli della liturgia ufficiale, probabilmente perché prima del Concilio di Trento diverse erano le impostazioni liturgiche in molti paesi europei. I requiem di Engarandus Juvenis, contenuto nel codice di Staffarda della fine del XV secolo, e quello di Antoine Brumel, datato intorno al 1500, sono i primi che comprendono il Dies irae.
Oltre 2.000 requiem sono stati composti fino ad oggi. Molte delle versioni rinascimentali venivano eseguite senza strumenti musicali, di solito con il canto a cappella, mentre a partire dal XVII secolo i compositori preferirono sempre più spesso l'uso di strumenti per accompagnare il coro, includendo anche voci soliste. Si registrano sovente delle modifiche tra le varie composizioni su quali parti dei testi liturgici sono musicate: molti compositori omettono il Graduale; una scuola di compositori francesi (capeggiata dal Fauré) omette il Dies iræ per ragioni stilistiche, mentre lo stesso testo era spesso al centro di composizioni di artisti francesi nei secoli precedenti.
Alcuni compositori hanno aggiunto al Requiem parti che sono proprie dell'ufficio della sepoltura, non facendo parte del rito liturgico vero e proprio, ma nel caso del funerale segue dopo la messa, altri ancora hanno aggiunto dei movimenti supplementari da cantarsi nel corso del requiem, come il mottetto devozionale Pie Iesu nel requiem di Fauré, Duruflé, e Lloyd Webber. I due testi aggiuntivi per il pio ufficio della sepoltura sono:
Libera Me
In paradisum
Il Pie Iesu combina una parafrasi del versetto finale del Lacrimosa e dell' Agnus Dei.
Pie Iesu
A partire dal XVIII secolo e per buona parte del secolo successivo, furono in molti tra i compositori coloro che scrissero dei veri e propri concerti da requiem, dal momento che l'organico richiesto era notevole, o la durata troppo estesa. Ciò non rendeva possibile l'esecuzione di tali opere in una cerimonia funebre; i requiem di Gossec, Berlioz, Verdi, e Dvořák sono in pratica dei concerti drammatici, resi in forma di oratori. Una controreazione a questa tendenza fu iniziata dal movimento ceciliano, che raccomandava di limitare il requiem ad un sobrio accompagnamento a musiche di carattere liturgico evitando l'utilizzo di voci soliste di tipo operistico.

## Requiem non cattolici
Requiem è utilizzato anche per indicare composizioni sacre che utilizzano testi religiosi appropriati per un rito funebre, o per designare composizioni per liturgie diverse da quella cattolica. Tra i primi esempi di questo tipo ci sono i requiem tedeschi composti nel XVII secolo da Schütz e Praetorius, adattamenti del requiem cattolico alla liturgia luterana, che fornirono ispirazione al Requiem tedesco di Brahms.
I requiem non cattolici includono:
- Requiem tedeschi
- Requiem inglesi
- Kaddish ebraici
- Greco ortodossi
- Panichidia per i russi ortodossi

Il Book of Common Prayer ("Libro della preghiera comune") degli Anglicani contiene sette testi che insieme costituiscono il materiale per le orazioni per il servizio funebre; molti compositori hanno arrangiato della musica su questi testi, tra questi Thomas Morley, Orlando Gibbons ed Henry Purcell.

## Sviluppi nel XX secolo
Nel XX secolo il requiem si è evoluto verso nuove diverse direzioni. Il genere del requiem di guerra è probabilmente il più alto e comprende alcune composizioni dedicate alla memoria delle persone morte in tempo di guerra. Sempre più spesso il requiem include delle liriche di carattere non liturgico, includendo ad esempio poesie di pacifisti, come nel caso del Requiem di guerra di Benjamin Britten che giustappone il testo in latino con la poesia di Wilfred Owen. I diversi requiem incentrati sull'olocausto possono essere considerati all'interno di questo genere.
Infine, lo sviluppo del requiem di carattere squisitamente secolare, scritto per l'esecuzione pubblica senza specifica osservanza religiosa. Alcuni compositori hanno anche scritto delle opere esclusivamente strumentali che portano il titolo di requiem, come ad esempio la Sinfonia da Requiem di Britten.
Al contrario, il più recente Requiem del maestro Vieri Tosatti (1920-1999) è una grande composizione per coro, orchestra e 2 solisti, sul testo canonico.
In tempi più recenti numerosi artisti hanno partecipato alla commemorazione e reso omaggio alla memoria dei defunti in talune occasioni pubbliche e private. Anche gli interpreti della musica moderna ed i cantanti rock hanno prestato la propria voce o brani da loro scritti o adattati in occasione di funerali. Una vasta eco ha avuto Candle in the Wind, cantata da Elton John il 6 settembre 1997 in occasione del funerale solenne di Diana Spencer, ex moglie del principe Carlo del Galles.

In quest'ambito del tutto particolare la singolare reinterpretazione di Giovanni Lindo Ferretti, frontman dei CCCP - Fedeli alla linea che inserisce alcuni brevi pezzi del Requiem all'inizio della versione live di Militanz, contenuta nell'album Live in Punkow. Singolare il contrasto tra il ritmo solenne del requiem ed il velocissimo pezzo punk-rock filosovietico che segue: ma le due parti si abbinano concettualmente in un mondo dove, come canta Ferretti nel finale, "il passato è afflosciato, il presente è un mercato". Il testo esatto è: 
Presente nell'album Socialismo e Barbarie dei CCCP - Fedeli alla linea anche il testo aggiuntivo del rito della sepoltura: "Libera me Domine".
L'album The Final Cut del gruppo rock britannico Pink Floyd è un Requiem di guerra che il bassista e cantante del gruppo Roger Waters dedica al padre, Eric Fletcher Waters, ufficiale britannico morto in guerra durante lo Sbarco di Anzio nel 1944, ora seppellito a Cassino, in Lazio. L'album è in genere considerato di Roger Waters, e non del gruppo Pink Floyd (dimostrato anche dalla scritta sul retro dell'album: "By Roger Waters, performed by Pink Floyd", "Da Roger Waters, eseguito dai Pink Floyd").
Alan Menken e Stephen Schwartz hanno preso vari versi di questo testo sacro per la colonna sonora del film Il gobbo di Notre Dame.

## Compositori di requiem

### Periodo pre-classico
- Giovanni Francesco Anerio
- Heinrich Ignaz Franz von Biber
- Antoine Brumel
- Manuel Cardoso
- Giovanni Cavaccio
- Marc-Antoine Charpentier
- Guillaume Dufay (perduto)
- Jean Gilles
- Orlando di Lasso
- Antonio Lotti: Requiem in Fa maggiore
- Claudio Monteverdi (perduto)
- Johannes Ockeghem
- Giovanni Pierluigi da Palestrina
- Pierre de La Rue
- Tomás Luis de Victoria
- Jan Dismas Zelenka
- Cristóbal de Morales
- André Campra
- Stefano Bernardi

### Periodo classico
- Johann Adolf Hasse
- Niccolò Jommelli
- Domenico Cimarosa
- Florian Leopold Gassmann
- François-Joseph Gossec
- Michael Haydn
- Antonio Salieri
- Andrea Luchesi
- Francesco Durante
- Wolfgang Amadeus Mozart: Messa di Requiem K 626
- Francesco Antonio Vallotti

### Periodo romantico
- Hector Berlioz: "Grande messe des morts" per tenore, coro e orchestra op. 5
- Anton Bruckner
- Luigi Cherubini: Requiem in Do minore (1816), Requiem in Re minore (1836)
- Carl Czerny
- Antonín Dvořák
- Gabriel Fauré
- Charles Gounod
- Placido Mandanici
- Franz Liszt: "Requiem R 488 per doppio coro maschile e orchestra"
- Robert Schumann
- Giuseppe Verdi: "Messa di requiem"
- Gaetano Donizetti
- Giuseppe Peruzzi: "Messa da requiem"
- Camille Saint-Saëns

### Periodo post-romantico
- Xavier Benguerel "alla memoria di Salvador Espriu"
- Benjamin Britten "War Requiem"
- Maurice Duruflé Requiem op. 9 (1948)
- Francesco Paolo Frontini Grande Messa di Requiem in sol minore (1888)
- Giorgio Federico Ghedini Concerto funebre per Duccio Galimberti per tenore, basso, archi, tromboni e timpani
- Olivier Greif Requiem op. 358 (1999)
- Karl Jenkins
- György Ligeti Requiem, per soprano e mezzo soprano solista, due cori misti e orchestra (1963-65)
- Andrew Lloyd Webber
- Bruno Maderna
- Frank Martin
- Robert Moran
- Krzysztof Penderecki "Requiem polacco" (1980-84)
- Lorenzo Perosi Messa da Requiem a tre voci d'uomo e organo (1897).
- Ildebrando Pizzetti
- Giacomo Puccini Requiem in memoria del maestro Giuseppe Verdi, per viola, coro, organo o armonium
- Nino Rota
- Alfred Schnittke
- Vieri Tosatti Requiem per coro, orchestra e 2 solisti (1963).
- Antonio Anichini, Requiem (1998-2001).

### Requiem tedeschi
- Johannes Brahms
- Michael Praetorius
- Franz Schubert
- Heinrich Schütz

### Requiem inglesi
- Herbert Howells
- John Rutter
- Charles Villiers Stanford